# Abdel Salam Al-Maghribi
Abdel Salam Al-Maghribi (ar. عبد السلام المغربي) – libijski piłkarz grający na pozycji pomocnika. W swojej karierze grał w reprezentacji Libii.

## Kariera klubowa
W swojej karierze piłkarskiej Al-Maghribi grał w klubie Al-Madina SC.

## Kariera reprezentacyjna
W 1982 roku Al-Maghribi został powołany do reprezentacji Libii na Puchar Narodów Afryki 1982. Zagrał w nim w jednym meczu, półfinałowym z Zambią (2:1). Z Libią wywalczył wicemistrzostwo Afryki.